# Dubovszkojei járás
A Dubovszkojei járás (oroszul: Дубовский муниципальный район) Oroszország egyik járása a Rosztovi területen. Székhelye Dubovszkoje.

## Népesség
- 1989-ben 25 371 lakosa volt.
- 2002-ben 24 051 lakosa volt.
- 2010-ben 22 983 lakosa volt, melyből 18 074 orosz, 1 422 csecsen, 1 116 dargin, 495 avar, 460 örmény, 346 ukrán, 112 fehérorosz, 106 azeri, 87 moldáv, 86 tatár, 75 mari, 71 török, 64 ingus, 46 udmurt, 34 abház, 33 mordvin, 30 német, 26 kazah, 23 oszét, 20 grúz, 20 üzbég stb.